# Слон (крепост)
Слон (на румънски: Slon) – е средновековната българска крепост  при днешното едноименно село с 2461 жители (2002) в окръг Прахово в Румъния, част от община Черашу (на румънски: Cerașu). В близост на 15 км северно от нея до бившия митнически пункт Табла Буции (Tabla Buţii) е военният мемориал-гробище на загиналите в битките през август 1916 войни от всички армии. Тук също има крепост Табла Буции (cetate de Tabla Buţii), но тя е по-късна – от 14 век.

## География
Намира в южните склонове на Карпатите на разстояние 102 Km северно от Букурещ, 46 километра северно от Плоещ, на 47 км югоизточно от Брашов, на Татарския проход (на румънски: Pasul Tătarilor, Tabla Buții) в Карпатите свързващ Балканите с Централна Еевропа по т.нар. „Път на солта“. Оттук започва неголямата река Дражна (Drajna).

## История
Името на старата българска крепост наричана днес Слон идва от „Заслон“. Тя съществува няколко столетия от ІХ в. и през ХІІІ в. и охранява пътя от Влашко към Трансилвания, включително и в посока на река Сирет и Молдова. Крепостта е изследвана от Мария Комша (Maria Comşа). Открит е квадров градеж от плисковско-преславски тип аналогичен на Плиска, Преслав, Дръстър, Пъкуюл луи Соаре – Дервент, Молдовенещ. Крепостта е построена в ІХ в., за да пази прохода и пътя, свързващ българските владения в Трансилвания и Потисието със столиците Плиска и Преслав. В крепостта е имало представителна сграда от типа на владетелските резиденции. Стратиграфията показва няколко строителни периода. Постройките са били разрушавани, издигани отново на същото място. Това е свидетелство за дълговременното съществуване на този укрепен център (ІХ-ХІІІ в.). Може да се приеме, че в него по това време е резидирал местен управител, а след падането на България под византийско господство в началото на ХІ в. и самостоятелен феодал до възстановяването на държавмната независимост от Петър и Асен. Топонимията тук в голямата е от български произход, срещат се имена като Предел (Predel), Граничен връх („Върхът на края“ – Vârful Craiului), Сланик, Горнец и др. считани за конкретни езикови следи в топонимията независимо от същественото присъствие на български думи в румънския език.